# Konyaspor
Konyaspor är en turkisk fotbollsklubb i staden Konya som spelar sina hemmamatcher på Konya Büyükşehir Stadium i samma stad. Dess tränare heter Bülent Korkmaz. Säsongen 2019/2020 spelar man i Süper Lig.

## Historia
Konyaspor grundades officiellt med namnet Konya Gençlerbirliği den 22 juni 1922. Som mästare i den regionala Konya fotbollsligan deltog de i turkiska fotbollsmästerskapet 1924, det första nationella mästerskapet någonsin i turkisk fotboll. 1965 slogs klubben ihop med Meramspor, Selçukspor och Çimentospor vilket gjorde att man då tog namnet Konyaspor med svart och vitt som lagets färger. 1981 bytte sedan Konyaspor till grönt och vitt som lagets färger efter deras sammanslagning med konkurrenterna, Konya İdman Yurdu. Det nya laget antog namnet Konyaspor och färgerna från Konya İdman Yurdu. 1987–88 blev Konyaspor mästare i turkiska andraligan och flyttades således upp till första ligan för första gången i sin historia.